# Turulung
Turulung (Türterebes en hongrois, Turterebesch en allemand, Теребіш en ukrainien) est une commune roumaine du județ de Satu Mare, dans la région historique de Transylvanie et dans la région de développement du Nord-ouest.

## Géographie
La commune de Turulung est située dans le nord du județ, dans la plaine du Someș, sur la rivière Tur à son confluent avec la Turț, à 11 km au nord de Livada, à 8 km de la frontière avec l'Ukraine et à 26 km au nord-est de Satu Mare, le chef-lieu du județ.
La municipalité est composée des trois villages suivants (population en 2002) :
- Drăgușeni (1 192) ;
- Turulung (2 431), siège de la commune ;
- Turulung-Vii (222).

## Histoire
La première mention écrite du village de Turulung date de 1216 dans les registres de l'évêché catholique d'Oradea.
Cependant, plusieurs campagnes de fouilles ont démontré une présence humaine beaucoup plus ancienne et continue puisque de nombreux objets de l'âge de la pierre, de l'âge du bronze, de l'âge du fer, de l'époque romaine (trésor de pièces d'argent du IIIe siècle) ont été découverts dans les terrasses alluviales de la Tur.
La commune, qui appartenait au royaume de Hongrie, faisait partie de la principauté de Transylvanie et elle en a donc suivi l'histoire. Le village a souffert des invasions tatares de 1241. Au XIVe siècle, le village est donné par le roi de Hongrie à la famille Perényi qui enfera le centre de ses possessions dans la région. La ville est alors prospère, elle est le centre du comitat. Au XVIIIe siècle, des émigrants souabes s'y installent, de même que des Juifs au XIXe siècle.
Après le compromis de 1867 entre Autrichiens et Hongrois de l'empire d'Autriche, la principauté de Transylvanie disparaît et, en 1876, le royaume de Hongrie est partagé en comitats. Turulung intègre le comitat de Ugocsa (Ugocsa vármegye) dont le chef-lieu était alors la ville de Vynohradiv, aujourd'hui en Ukraine.
À la fin de la Première Guerre mondiale, l'Empire austro-hongrois disparaît et la commune rejoint la Grande Roumanie au traité de Trianon.
En 1940, à la suite du deuxième arbitrage de Vienne, elle est annexée par la Hongrie jusqu'en 1944, période durant laquelle son importante communauté juive est exterminée par les nazis. La commune souffre des combats qui se déroulent à proximité en 1944, notamment l'église catholique pratiquement détruite. De nombreux habitants allemands sont déportés vers l'Union soviétique. Elle réintègre la Roumanie après la Seconde Guerre mondiale au traité de Paris en 1947.

## Politique
| Période                                  | Période  | Identité        | Étiquette | Qualité |
| ---------------------------------------- | -------- | --------------- | --------- | ------- |
| Les données manquantes sont à compléter. |          |                 |           |         |
| 2008                                     | 2012     | Levente Koczan  | UDMR      |         |
| 2012                                     | En cours | Gheorghe Gyakon | FDGR      |         |

| Parti | Parti                                               | Sièges |
| ----- | --------------------------------------------------- | ------ |
|       | Forum démocratique des Allemands de Roumanie (FDGR) | 7      |
|       | Union démocrate magyare de Roumanie (UDMR)          | 3      |
|       | Parti social-démocrate (PSD)                        | 2      |
|       | Parti national libéral (PNL)                        | 1      |

## Religions
En 2002, la composition religieuse de la commune était la suivante :
- Catholiques romains, 52,95 % ;
- Chrétiens orthodoxes, 21,79 % ;
- Grecs-Catholiques, 11,26 % ;
- Pentecôtistes, 7,38 % ;
- Réformés, 5,22 %.

## Démographie
En 1910, à l'époque austro-hongroise, la commune comptait 3 774 Hongrois (99,53 %), 10 Roumains (0,26 %) et 5 Allemands (0,13 %),.
En 1930, on dénombrait 2 075 Hongrois (53,81 %), 705 Allemands (18,28 %), 461 Roumains (11,96 %), 256 Ukrainiens (6,64 %), 206 Juifs (5,34 %) et 142 Tsiganes (3,68 %).
En 1956, après la Seconde Guerre mondiale, 1 006 Roumains (22,09 %) côtoyaient 3 541 Hongrois (77,74 %) et 6 rescapés juifs (0,13 %).
En 2002, la commune comptait 1 226 Roumains (31,88 %), 2 128 Hongrois (55,34 %), 350 Tsiganes (9,10 %) et 137 Allemands (3,56 %). On comptait à cette date 1 686 ménages et 1 605 logements.
| 1880  | 1890  | 1900  | 1910  | 1920  | 1930  | 1941  | 1956  | 1966  |
| ----- | ----- | ----- | ----- | ----- | ----- | ----- | ----- | ----- |
| 2 476 | 3 178 | 3 567 | 3 792 | 3 468 | 3 856 | 4 014 | 4 555 | 4 650 |

| 1977  | 1992  | 2002  | 2007  | - | - | - | - | - |
| ----- | ----- | ----- | ----- | - | - | - | - | - |
| 4 856 | 4 142 | 3 845 | 3 851 | - | - | - | - | - |

## Économie
L'économie de la commune repose sur l'agriculture et l'élevage.

## Communications

### Routes
Turulung est située sur la route nationale DN1C (tronçon commun de la route européenne 81 et de la route européenne 58) qui rejoint Halmeu et l'Ukraine au nord-ouest ainsi que Livada et Satu Mare au sud.

## Lieux et monuments
- Turulung, église catholique romaine Notre-Dame construite entre 1814 et 1827 en style baroque tardif, classée monument historique[8],[9].

- Turulung, temple réformé datant du milieu du XVIIIe siècle, construit après que l'ancienne église médiévale ait été rétrocédée aux catholiques, classée monument historique (curieux clocher en bois)[9].

- Turulung, église grecque-catholique St Georges construite entre 1868 et 1903[9].

- Turulung, château Perényi construit aux XVIIe et XVIIIe siècles, racheté au début du XXe siècle par les Hessenstein, école de nos jours[2].

- Turulung, réserve naturelle de la rivière Tur.

- Turulung-Vii, chapelle saxonne St Donat datant de 1850[9].

## Personnalités
Turulung a donné trois évêques à l'église catholique romaine en quelques années :
- Pál Reizer, évêque catholique de Satu Mare de 1990 à 2002.
- Jenő Schönberger, évêque catholique de Satu Mare depuis 2003.
- Ferenc Cserháti, évêque auxiliaire d'Esztergom pour les Hongrois de l'étranger depuis 2007.